# 霍奇維爾 (伊利諾伊州)
霍奇維爾（英語：Hodgeville）是位於美國伊利諾伊州波普縣的一個非建制地區。該地的面積和人口皆未知。

## 地理
霍奇維爾的座標為37°20′44″N 88°33′37″W / 37.34556°N 88.56028°W，而該地的平均海拔高度為189米（即620英尺）。